# Urosigalphus neopunctifrons
Urosigalphus neopunctifrons är en stekelart som beskrevs av Gibson 1972. Urosigalphus neopunctifrons ingår i släktet Urosigalphus och familjen bracksteklar. Inga underarter finns listade i Catalogue of Life.